# جون كان (مخرج)
جون كان (بالإنجليزية: Jon Kane)‏ هو دي جيه ومخرج أمريكي، ولد في 1962 في برين مار ‏ في الولايات المتحدة.

## وصلات خارجية
- جون كان على موقع IMDb (الإنجليزية)
- جون كان على موقع أول موفي (الإنجليزية)
- جون كان على موقع كينوبويسك (الروسية)